# Maquiné
Maquiné egy község (município) Brazíliában, Rio Grande do Sul állam keleti részén, az északi partvidék közelében. 2021-ben becsült népessége 6747 fő volt.

## Elnevezése
Bár a „maquine” szónak portugálul is van értelme (gép, masina), a község neve nem abból, hanem tupi–guarani őslakos szóból ered, melynek jelentése „idegen madár”. Kezdetben az itt áthaladó folyót nevezték így (Rio Maquiné), a település (később község) csak 1940-től viseli ezt a nevet. A település korábbi nevei Porto Cachoeira (Vízesés-kikötő) és Vila General Daltro Filho (Manuel de Cerqueira Daltro Filho tábornok tiszteletére, bár ez politikai vitákat szült, így rövidesen átnevezték).

## Története
A vadászó-gyűjtögető életmódot folytató természeti népek a hegyek felől érkezve és a vízfolyások mellett letelepedve népesítették be a vidéket; egykori jelenlétükre utalnak például a kagylóhalmok (sambaqui). A portugál gyarmatosítás 1840-ben kezdődött, mikor az Abreu család és néger rabszolgáik letelepedtek a Maquiné folyó mellett. A helyet Fazenda Leonardonak nevezték, a termékeny folyóvölgyben cukornádat kezdtek termeszteni és cachaçát készíteni. A század végén német, olasz és lengyel telepesek érkeztek, új lendületet adva a gazdaságnak. A terményeket tutajon szállították a Maquiné folyón Osórióba és Torresbe, vagy pedig öszvérháton Taquara, Caxias do Sul és Porto Alegre felé.
1900-ban templomot építettek. Jacob Hab lakos egy kezdetleges generátort hozott létre, amely a lakosság áramellátását biztosította, majd később João Vidor egy nagy teljesítményű kazánt állított üzembe, amely nappal egy gabonaőrlőt, egy fűrészmalmot és egy hámozót hajtott, éjszaka pedig áramot termelt. A városban már akkoriban is voltak kisebb iparágak: italfőzés, fazekasság, bútorok és egyéb asztalosmunkák készítése. 1914-ben, amikor a Fazenda Leonardón egy kis kikötő épült, a települést átkeresztelték Porto Cachoeirara. 1938-ban átnevezték Daltro Filhora, de ez nézeteltéréseket okozott, így két évvel később felvette a Maquiné nevet.
1947-ben egy hajóbaleset tizennyolc ember életét követelte, közöttük Osvaldo Bastos képviselőét. Az 1950-es évek elején az itt áthaladó országút megnyitásával a hajózás hanyatlásnak indult, ugyanakkor a település felvirágzott; gazdasága fejlődött, kórház és egyéb közszolgálatok jelentek meg. 1992-ben függetlenedett Osório községtől, és 1993-ban önálló községgé szerveződött.

## Leírása
Székhelye Maquiné, további kerületei Barro do Ouro és Morro Alto. A Serra do Mar hegységtől az óceánpart vidékéig húzódik, területe 622 km2, a községközpont tengerszint feletti magassága 12 méter. Éghajlata szubtrópusi, évi 19,8°-os átlaghőmérséklettel. Természeti látványosságai közé tartoznak a vízesések, vízfolyások; a „Zöld fővárosának” (A Capital do Verde) is nevezik. Gazdasága a szolgáltatásokra alapozódik, de jelen van az ipar és a mezőgazdaság is. Legfontosabb terményei a kukorica, banán, manióka.